# Verbia, Suceava
Verbia (până în 1942 Verechea) este un sat în comuna Grămești din județul Suceava, Moldova, România.